# Caliper Lake Provincial Park
Caliper Lake Provincial Park är en park i Kanada.   Den ligger i provinsen Ontario, i den sydöstra delen av landet, 1 400 km väster om huvudstaden Ottawa. Caliper Lake Provincial Park ligger 352 meter över havet. Den ligger vid sjön Caliper Lake.
Terrängen runt Caliper Lake Provincial Park är platt. Trakten runt Caliper Lake Provincial Park är nära nog obefolkad, med mindre än två invånare per kvadratkilometer.. 
I omgivningarna runt Caliper Lake Provincial Park växer i huvudsak blandskog.